# Ronald Garan
Ronald John Garan (Yonkers, 30 ottobre 1961) è un ex astronauta statunitense. Ha partecipato alla missione di breve durata STS-124 e alla missione di lunga durata a bordo della Stazione spaziale internazionale Sojuz TMA-21 (Expedition 27/28).

## Biografia

### Istruzione
All'università ha conseguito un bachelor in Business Economics nella State University of New York nel 1982 e in seguito è entrato nell'Aeronautica, diventando un pilota dell'F-16 Fighting Falcon. Ha compiuto missioni di combattimento nella Guerra del Golfo. Nel 1994 ha conseguito un master in scienze aeronautiche e nel 1996 un master in ingegneria aerospaziale.

### Carriera alla NASA

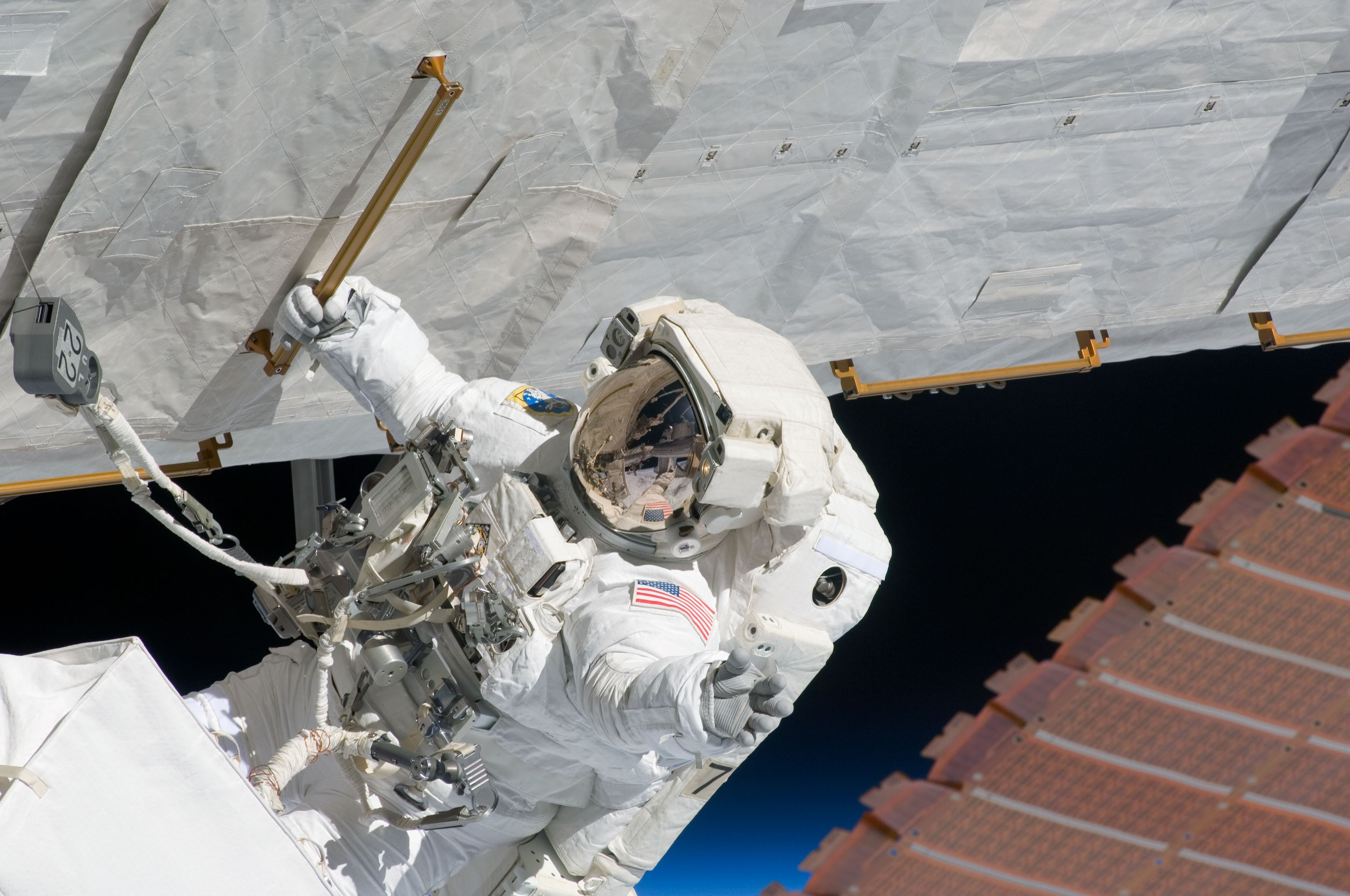
Garan durante la terza passeggiata spaziale nella missione STS-124

Dopo esser stato selezionato come astronauta nel 2000 ed aver effettuato il successivo addestramento, Garan ha partecipato alla missione STS-124, a bordo dello Space Shuttle Discovery che è stato lanciato il 31 maggio 2008. In questa missione gli astronauti del Discovery e della Stazione Spaziale hanno installato alcuni componenti del Japanese Experiment Module.
Il 4 aprile 2011 è nuovamente partito per una missione nello spazio a bordo della Sojuz TMA-21, con la quale è arrivato alla Stazione spaziale internazionale il 7 aprile per partecipare alle Expedition 27 e 28.